# ФК Звиезда 09
Фудбалски Клуб Звиезда 09 (на сръбски: Fudbalski klub Zvijezda 09) е босненски футболен отбор от село Дворови, недалече от град Биелина. Състезава се в най-високото ниво на футбола в Босна и Херцеговина. Клубът играе домакинските си мачове на стадион „Углйевик Сити“ в град Углйевик.

## Успехи
- Първа лига на Република Сръбска:
  -  Шампион (1): 2017/18